# La condena

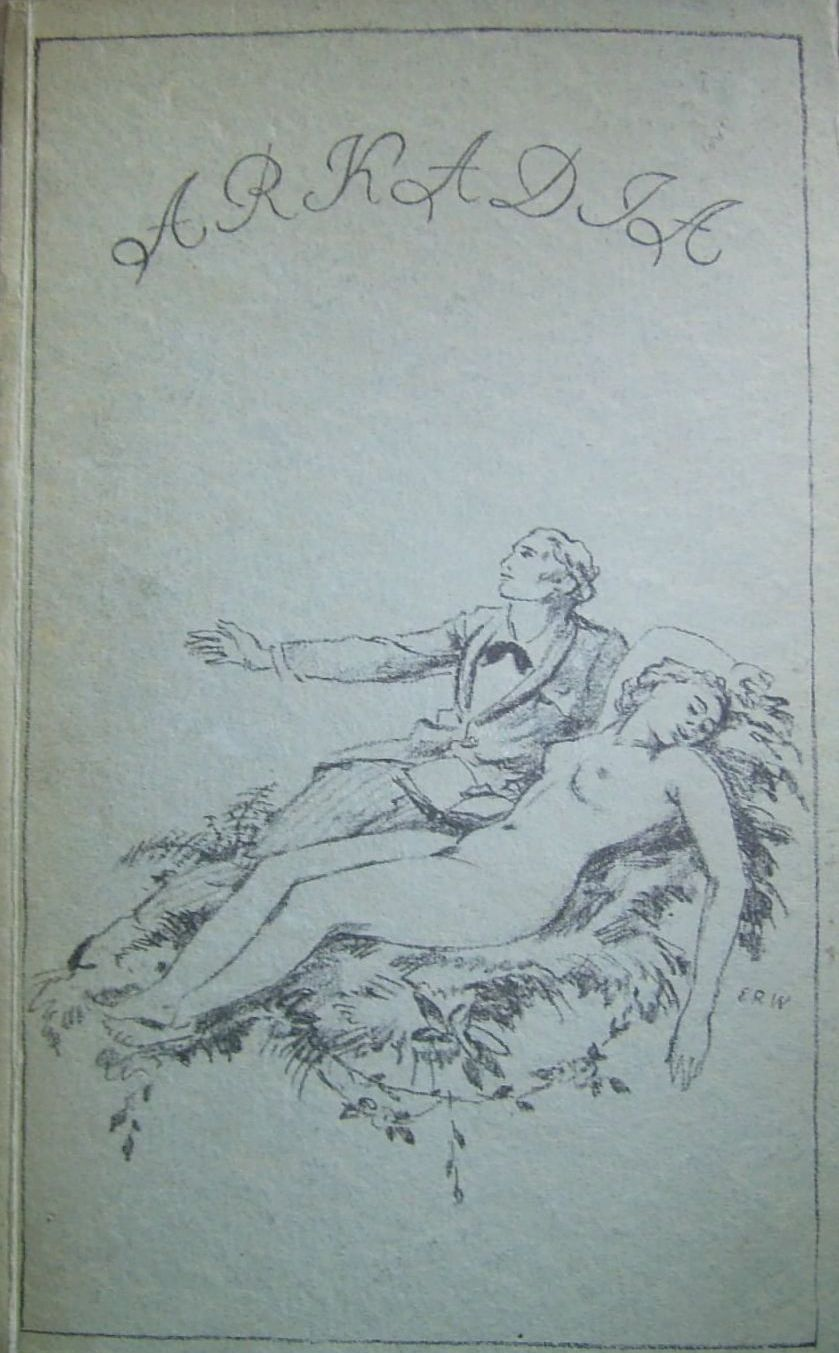
Arkadia en 1913, primera edición de La condena

La condena (subtítulo: "Una historia para Felice B."), el primer relato de Franz Kafka, la escribió en el año 1912 (en la noche del 22 al 23 de septiembre) y se publicó al año siguiente.

## Resumen
El relato tiene las características de una novela corta. 
Georg Bendemann, hijo de comerciantes, enamorado y a punto de casarse, escribe a su (según su punto de vista) infeliz amigo en San Petersburgo. Para agradarle, Georg, oculta en su carta detalles sobre su exitosa vida. Después de largo pensar y de escribir apasionadas páginas hablando de su amada, le cuenta de su futuro enlace matrimonial. Cuando Georg va con la carta a su padre acaban discutiendo. Durante la discusión el hijo descubre que el padre lleva tiempo en contacto con su amigo de San Petersburgo y que está al tanto de los acontecimientos. El padre le muestra sus reproches sobre la gerencia de la tienda y sobre la elección de su prometida. Él termina la discusión con las palabras: "Yo te condeno a morir ahogado". El hijo sale corriendo de la casa, donde estaba el río, se balanceó sobre la barandilla diciendo: "Pero queridos padres, a pesar de todo, yo siempre os he amado" y se dejó caer.

## Estructura
El gran acontecimiento surrealista hace que se señale a la obra como "novela corta", tal como fue publicada pero hay varias interpretaciones, que también la clasifican como relato o como el mismo Kafka escribió en el subtítulo como una historia.
La obra se divide en cuatro escenas principales:
- Georg con la carta en la ventana
- Georg pide consejos a su padre
- Discusión con el padre
- Condena y ejecución

Se podría admitir cambios en esta clasificación.
La perspectiva narrativa nos muestra los pensamientos del hijo, no los del padre. Éste expone sus observaciones críticas, cínicas y amenazadoras, que tanto el hijo como el lector no sobrellevan ni entienden. Al final queda la manera en la que Georg percibe las cosas.
El punto de vista anónimo del narrador hacia Georg es muy objetivo y realista. La visión la caída de Georg del puente al final de la historia nos muestra cómo termina la dinámica de ese momento psicológico. Esto relaciona la sensación de vivir en una gran ciudad con la reflexión fílmica del movimiento acelerado y la agonía de los personajes.

## Fondo
Según anotó Kafka en su diario el 23 de septiembre de 1912, escribió el relato en 8 horas la noche del 22 al 23 de septiembre. Esa noche es considerada mundialmente como el nacimiento del literato. Kafka escribe al comienzo de la obra: La historia es como un nacimiento verdadero cubierto con suciedad y moco que ha salido de mí. La metáfora del "nacimiento" es utilizada frecuentemente en sus diarios y cartas a modo de explicación artística del proceso creativo. Así se lamentaba un año antes de la condena, de que él no quería lograr ninguna historia coherente: Escribiera yo una vez una gran historia, ilustrada de principio a fin, entonces podría escuchar también la historia que nunca se desprendería de mi y podría entonces escuchar tranquilo y con los ojos abiertos como si fuéramos parientes una historia sana [...] como su conferencia, pero las piezas de la historia corren de un lado para otro apátridas y me empujan en dirección contraria.
La primera edición contiene una dedicatoria "Para la señorita Felice B." Kafka habla de su relación con Felice en "La condena" como deja claro en la entrada del 11 de febrero de 1913 en su diario. Él le pregunta: "¿Encuentras tú algún sentido a "La condena"? [...] Yo no le encuentro ninguno y tampoco podría explicar nada".
La observación de Kafka no puede ayudar a dar significado a la historia. Él mismo duda la existencia de su amigo ruso, el amigo sea "quizás lo que Georg y su padre son en conjunto". Él menciona "Reflexiones de Freud", sin incluir ninguna unión con la psicología y sin buscar una explicación.
Max Brod sostiene que Kafka con la última frase de la historia "realmente infinito contacto" sobre el puente, pensó realmente en un fuerte orgasmo. Así se nos muestra una variante muy sorprendente y es que la condena significa simbólicamente "el corte de cordón umbilical" de la casa de sus padres y presenta el "infinito contacto" (la corriente de la vida) situado fuera de este mundo. El significado simbólico de "el corte de cordón umbilical" se sostiene a lo largo de la historia, a la mitad nadie se imagina una posible muerte de Georg, puede ser el alivio del desprendimiento de la casa de sus padres. El salto sobre el puente al río que desde la antigüedad es un lugar símbolo del renacimiento se funde igualmente con el presagio de la entrada en su vida de la mujer elegida, digamos: un ritual de renacimiento.

## Personajes
Llama la atención que todos los personajes están en plena transformación y en parte representan formas divergentes e inexplicables.

### Georg
Es presentado inicialmente como un personaje positivo. En un día de primavera sentado junto a la ventana escribe una carta a su desafortunado amigo en Rusia. Georg está comprometido y ha tenido gran éxito en los negocios en los últimos años. Pero en las reflexiones, que el muestra en la carta, vemos la duda, escrúpulos e inseguridades, en las cuales él no piensa dado su éxito. Las dudas se originan en la insegura simpatía hacia su amigo, pues Georg se muestra simpático pero algo reservado.
Seguramente y gracias a esa duda Georg no envía la carta de inmediato, va primero a enseñársela a su padre esperando su aprobación. En la habitación del padre al principio el hijo ve a un hombre viejo hacia el que siente simpatía y preocupación. El padre reacciona de manera alarmante e inesperada. El padre habla del éxito del negocio pero no gracias a las aportaciones de Georg. La prometida, representada como algo positivo para la historia, es vista por el padre como una persona ordinaria.
Georg se siente totalmente incapaz de reaccionar a las monstruosidades de su padre. Experimenta aquí el desmantelamiento de su personalidad exitosa y se convierte en un mero niño gracias a la figura del padre. Él reacciona sólo con pequeños y confusos comentarios, cosa que el padre nota. Georg defiende su posición de hijo (y de persona) al igual que defiende a su prometida. Cuando el padre "le condena a morir ahogado", Georg es presa del pánico, se siente atrapado en aquella habitación y atrapado sin juicio va hacia el puente, y se deja caer en las aguas del río. Como una fría e intelectual evaluación o incluso como una sublevación contra la condena de su padre. El porqué de esto no se aclara en la historia. Solo se presenta con este funesto final.
Hay que aceptar que la causa (la causa real) está en la historia de la evolución familiar de Georg. Como también sus últimas palabras: "Queridos padres, siempre os he querido" sirven de reproche de su vida pasada y crecida al lado de sus padres. Gran complejo de inferioridad y el deseo no cumplido de armonía con su padre pudieron ser posiblemente la clave del porqué él se sometió sin condiciones a la sentencia.

### Padre de Georg
Es introducido como un hombre viejo y deplorable que vive en una pequeña y oscura habitación. Su duda sobre la existencia de un amigo en Rusia se muestra de manera confusa. Después nos damos cuenta de que al elogiar al amigo lo que hace es reprochar a su hijo.
De repente aparece el padre como una figura gigantesca, que asusta, lo que hace que Georg se vea muy pequeño, como un niño. No se aclara por qué el padre despotrica contra la labor de Georg en el negocio y por qué cree que su prometida es una chica vulgar. Las ideas de éxito que Georg muestra al comienzo de la historia son negadas y dadas la vuelta en contra de Georg. El padre tiene un gran poder mental sobre Georg. Su repugnancia hacia Georg es muy fuerte que con la realización de la condena provoca la pérdida de descendencia - otros hijos no fueron mencionados -.
Con la pronunciación de la sentencia el padre se viene a abajo, como Georg pudo ver a hurtadillas.

### El amigo de San Petersburgo
El personaje se muestra algo borroso y se presenta de manera indirecta. Al principio de la historia es Georg el que nos habla de su existencia: inmigrante en Rusia, mala fama en los negocios, pobre y enfermo. Pero el padre valora a este hombre mucho más de lo que lo hace su propio hijo, no queda claro el porqué. Es paradójico que el padre prefiera a este triste y soltero personaje antes que a su hijo.
Cuando Georg se entera de la relación por carta entre el amigo y su padre, Kafka pone en duda la existencia del amigo. A la vez la preferencia hacia el amigo hace que la relación padre hijo se deteriore.
Se puede ver al amigo como el alter ego de Kafka. El amigo vive como un artista debe vivir: solo, poco trabajo y sin compromisos. El amigo le decía a Georg que se mudara también a Rusia. La figura del amigo lejano nos recuerda a la soledad del hombre en la estación rusa de Recuerdos del Kaldabahn. Eso le recuerda a su época de soltero cuando era orador en los primeros relatos de Kafka, "la condena" anticipa detalles frecuentemente, así como en "Descripción de una lucha". En esta habla el "Dicke" de "mi amigo el orador" y este mismo "Dicke" se cayó al río. De "mi amigo el orador" es casi como "el amigo de San Petersburgo" y de "Dicke" salió Georg Bendemann.

## Interpretación
La Condena es seguramente la obra más interpretada de Kafka, quizás de la literatura alemana. Entretanto son conocidos más de 200 significados y el final no era previsible.
A la vista del hecho, que esta historia con sus extremos personajes y unido a los diferentes métodos de la Teoría de la Literatura (Hermenéutica , Estructuralismo, Estética de la recepción, Análisis del discurso) habla la crítica americana Susan Sontag que Kafka fue víctima de una violación en masa por parte de una armada de interpretaciones
También Kafka se dejó cartas y diarios que contienen diferentes interpretaciones. Es típica la siguiente frase "Seguro soy yo pero quizás no".

### Significado biográfico
El relato tiene significado autobiográfico tanto en el conflicto de Kafka con su padre como su parecida situación con su círculo de amistades. Aquí vemos tres interpretaciones fundamentales, que tratan sobre Kafka y la figura de Georg:
- La historia menciona de forma subliminal la lucha de sentimientos entre padre e hijo, los cuales se ven presentes en la vida de Kafka. Su autoestima estaba condicionada al juicio de su padre, el cual siempre señalaba que Kafka era nulo. Así Kafka desarrolló un sentimiento de culpa en su vida, de engaño, de falsedad, el cual su padre juiciosamente le reprochaba. El sentimiento de culpa existencial de Kafka, el cual se expresaba en una destrucción masoquista de sí mismo, encuentra en la historia una correspondencia en la falta de aceptación de su diálogo denuncia y en su dócil o sumisa propia ejecución.[20]

- Desde otro punto de vista, la historia menciona el pecado de la frialdad, que Kafka se reprocha a sí mismo y a los demás por su insensibilidad (su amigo, su prometida y su padre), frente a esto se nos muestra el egocentrismo del protagonista. El padre le condena a su cabeza con este pecado (culpable en mayor o menor medida) y esta suposición tiene una consecuencia mortal de autoconocimiento tanto en Georg como en Kafka.[20]

- La tercera interpretación presenta al amigo de Georg con muchos atributos del autor, Kafka, no tiene un objetivo concreto de vida, vive aislado y no tiene relación alguna con una mujer, como si fuera un alter ego de Kafka. La historia da cuerpo a las dos personalidades de Kafka, donde Georg es el ideal y deseado hijo, mientras que con un padre ficticio parece el amigo el que personifica. Kafka como autor deja en suspense que él pueda ser Georg o que no lo sea. Al igual imagina el deseo de satisfacción de un padre que ama un hijo mundano.[16]

## Ediciones
- Das Urteil. Eine Geschichte von Franz Kafka. En: Max Brod, Kurt Wolff (Hrsg.): Arkadia. Ein Jahrbuch für Dichtkunst. Leipzig 1913 (Erstdruck)
- Paul Raabe (Hrsg.): Franz Kafka. Sämtliche Erzählungen. Fischer-Taschenbuch-Verlag, Frankfurt am Main/Hamburg 1970, ISBN 3-596-21078-X.
- Roger Herms (Hrsg.): Franz Kafka. Die Erzählungen. Originalfassung. Fischer Verlag, 1997, ISBN 3-596-13270-3.
- Wolf Kittler, Hans-Gerd Koch, Gerhard Neumann (Hrsg.): Franz Kafka: Drucke zu Lebzeiten. Fischer Verlag, Frankfurt a.M. 1996, S. 41-61.
- Franz Kafka: Das Urteil. Con ilustraciones de Karel Hruška. Vitalis 2005, ISBN 3-89919-087-4.